# NGC 3580
NGC 3580 este o galaxie lenticulară situată în constelația Leul. A fost descoperită în 1876 de către Ernst Wilhelm Tempel.